# Aurore (film, 2017)
Pour les articles homonymes, voir Aurore.
Pour plus de détails, voir Fiche technique et Distribution.
Aurore est une comédie française réalisée par Blandine Lenoir, sortie en avril 2017.

## Synopsis
Aurore, 50 ans, divorcée, perd son travail, se prépare à devenir grand-mère et doit supporter les bouffées de chaleur dues à la ménopause. Heureusement, elle peut compter sur ses filles et sa meilleure amie.

## Fiche technique
- Titre : Aurore
- Réalisation : Blandine Lenoir
- Scénario : Blandine Lenoir, Jean-Luc Gaget et Océane Michel
- Musique : Bertrand Belin
- Montage : Stéphanie Araud
- Photographie : Pierre Milon
- Décors : Éric Bourges
- Costumes : Marie Le Garrec
- Producteurs : Antoine Rein et Fabrice Goldstein
- Producteur associé : Antoine Gandaubert
- Production : Karé Productions et France 3 Cinéma ; SOFICA A+ Images 7, Cineventure 2, Cofimage 28
- Distribution : Diaphana Distribution
- Pays de production :  France
- Genre : comédie
- Durée : 89 minutes
- Date de sortie : France :26 avril 2017

## Distribution
- Agnès Jaoui : Aurore Tabort née Plou
- Thibault de Montalembert : Christophe Tochard, dit Totoche
- Pascale Arbillot : Mano
- Sarah Suco : Marina Tabort
- Lou Roy-Lecollinet : Lucie Tabort
- Nicolas Chupin : Sébastien, dit Séb, le patron du restaurant
- Samir Guesmi : le formateur
- Nanou Garcia : Anne-Marie
- Marc Citti : le gynécologue
- Philippe Rebbot : Bernard, dit Nanard, l'ex-mari d'Aurore
- Eric Viellard : Hervé
- Iro Bardis : Thérèse
- Laure Calamy : la conseillère de Pôle Emploi
- Florence Muller : employée Pôle Emploi sans mots
- Houda Mahroug : la femme de ménage
- Théo Cholbi : Tim
- Manuel Le Lièvre : le vendeur de poussettes